# Lorenzo Pasquato
Lorenzo Pasquato, anche Lorenzo Pasquale  (Padova, 1523 – Venezia, XVII secolo), è stato un tipografo e editore italiano, attivo a Padova e Venezia fino ai primi anni del XVII secolo.

## Biografia
Tipografo ed editore originario di Padova, fu attivo prevalentemente in territorio veneto, tra Padova e Venezia. 
Molto prolifico, solo nel XVII secolo firmò 200 edizioni circa , fu uno dei protagonisti indiscussi dell'editoria veneta tra la seconda metà del XVI secolo e i primi anni del XVII secolo. 
Fu impressore camerale, tipografo dell'Accademia dei Coraggiosi, stampatore dell'Università e dell'Accademia degli Avveduti. Stampò opere in latino, in volgare, in greco e due volumi in ebraico . Dopo la morte avvenuta intorno al 1603  l'attività tipografica passò ai figli Giovanni Battista Pasquato, che divenne impressore vescovile , e Livio Pasquato.